# Phytoplasma

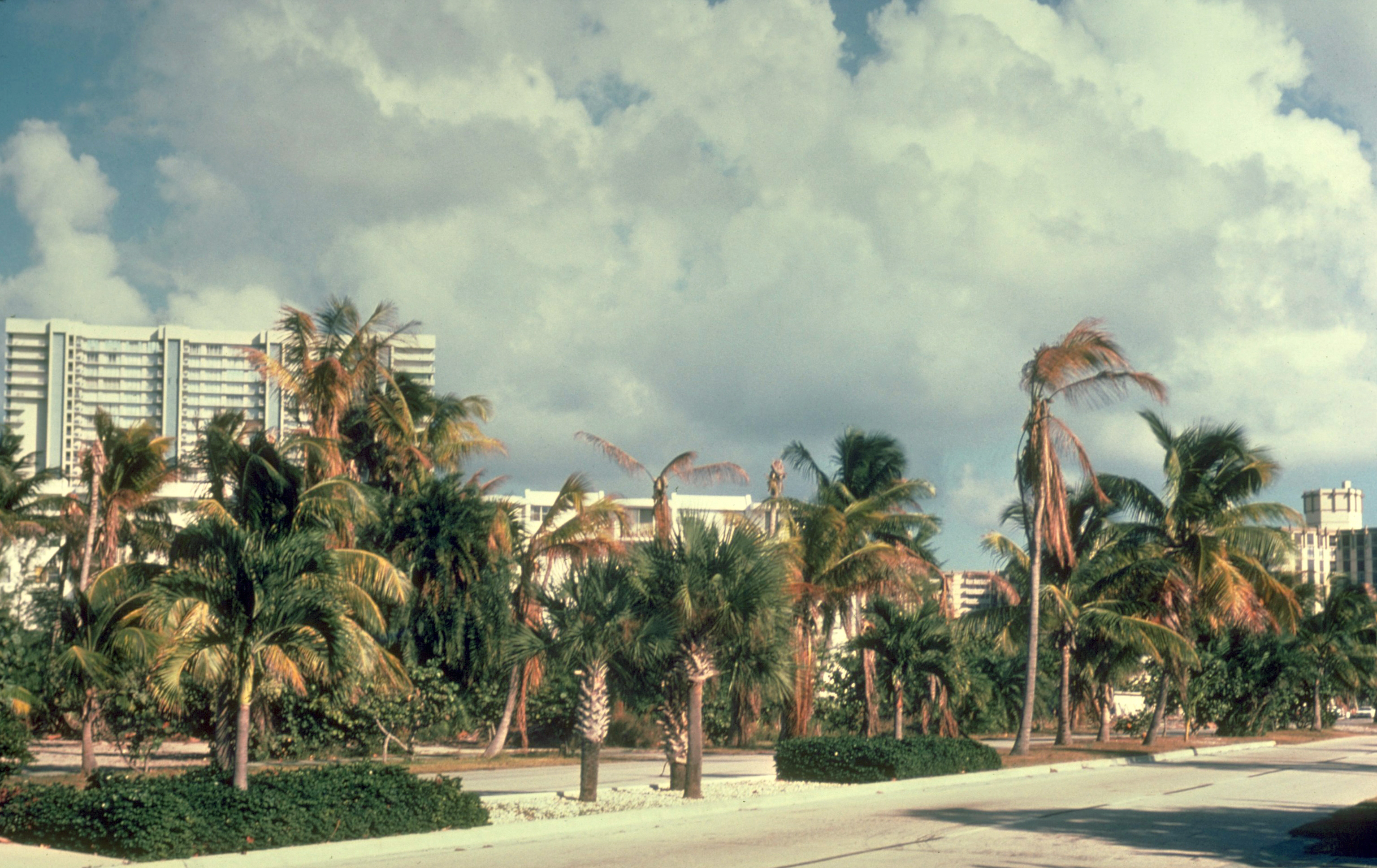
Von Phytoplasmen befallene Kokospalmen mit Blattvergilbungen

Phytoplasmen sind zellwandfreie Bakterien, die als obligate Parasiten im pflanzlichen Phloem wachsen.
Phytoplasmen (offiziell „Candidatus Phytoplasma“) wurden 1967 entdeckt. Seit 1994 werden sie einer eigenen Gattung (Candidatus “Phytoplasma”) zugeordnet, zuvor wurden sie der Gattung Mycoplasma zugerechnet und als MLO (englisch Mycoplasma-like organism) bezeichnet.

## Beschreibung
Diese Vertreter der Klasse Mollicutes werden von phloemsaugenden Insekten wie Zikaden von Pflanze zu Pflanze übertragen; die Insekten wirken daher als Vektoren. Die Bakterien sind außerhalb von Pflanzen oder Insekten nicht überlebensfähig und daher nicht in vitro kultivierbar. Sie sind zumeist unter 1 µm groß und haben eine pleiomorphe oder filamentöse Form. Im Vergleich zu den Bacillus-/ Clostridium-Vorfahren ist ihr Genom als Anpassung auf eine parasitische Lebensweise stark reduziert; artabhängig liegt die Genomgröße zwischen 530 und 1350 kbp. Es fehlen Gene, die für die Synthese von ATP, Proteinen und Nukleotiden notwendig sind. Dementsprechend sind Phytoplasmen auf den Import solcher Metabolite aus den Wirtszellen angewiesen.

## Phytoplasmosen
Zu den bekannten Wirtspflanzen zählen u. a. Nutzpflanzen wie Kokospalme, Kirsch- und Apfelbäume, Weinreben, Zuckerrohr und Reis. Der Pathogenbefall führt zu Blattvergilbungen, Nekrosen und Wuchsanomalien wie Zwergwuchs, Phyllodie (Bildung von blattähnlichen Strukturen an Stelle von Blüten) und Besenwuchs. Zusammenfassend werden diese Symptome als Phytoplasmose bezeichnet. Die Beeren von betroffenen Weinreben schrumpfen im reifen Zustand, werden sauer und können abfallen. Die Blattvergilbungen werden durch eine inhibierte Chlorophyll-Synthese und durch einen beeinträchtigten Assimilat-Transport in den Blättern ausgelöst. Phyllodie resultiert aus Einwirkungen der Phytoplasmen auf die Regulation von Blütengenen.
Phytoplasmen-Befall kann mit PCR-Testverfahren überprüft werden. Phytoplasmosen verursachen einen erheblichen wirtschaftlichen Schaden, da sie auch viele Kulturpflanzen schädigen. Um Ernteeinbußen zu vermeiden, werden resistente Sorten angebaut und die Phytoplasmen übertragenden Insekten bekämpft.

### Bedeutende Phytoplasmosen
Die folgende Liste enthält landwirtschaftlich und gartenbaulich bedeutende Phytoplasmosen. Neben der englischen, international verwendeten Bezeichnung der Erkrankung sind jeweils auch der deutsche Name bzw. die Symptome der Erkrankung sowie die Wirtspflanze(n) angegeben. Falls vorhanden, ist die Gruppe, in die die jeweiligen Erreger eingeteilt wurden, aufgeführt. Angegeben ist außerdem der Code, unter dem die Erregerart in der GenBank geführt wird.
| Internationaler Name          | Deutscher Name/Symptome                    | Phytoplasma-Spezies              | Wirtspflanze(n)                                            | Gruppe/Untergruppe | Genbank-Code | Beleg  |
| ----------------------------- | ------------------------------------------ | -------------------------------- | ---------------------------------------------------------- | ------------------ | ------------ | ------ |
| Nigerian awka disease         | Awka-Krankheit                             | „Ca. Phytoplasma cocosnigeriae“  | Kokospalme (Cocos nucifera)                                | 16SrXXII-A         | Y14175       | [ 6 ]  |
| Tanzanian lethal disease      | Verfall der Kokosnuss                      | „Ca. Phytoplasma cocostanzaniae“ | Kokospalme (Cocos nucifera)                                | unbestimmt         | X80117       | [ 6 ]  |
| Loofah witches’ broom         | Hexenbesen der Luffagewächse               | „Ca. Phytoplasma luffae“         | Luffa-Arten                                                | 16SrVIII-A         | AF086621     | [ 7 ]  |
| Palm lethal yellowing         | Palmenvergilbung                           | „Ca. Phytoplasma palmae“         | mind. 37 Palmenarten, darunter auch Kokos- und Dattelpalme | 16SrIV-A           | U18747       | [ 8 ]  |
| Western X-disease             | Verfall der Traubenkirsche                 | „Ca. Phytoplasma“                | Virginische Traubenkirsche, Prunus-Arten                   | 16SrIII-A          | L04682       | [ 9 ]  |
| Stolbur phytoplasma           | Stolbur                                    | „Ca. Phytoplasma solani“         | Nachtschattengewächse, v. a. Tomaten und Kartoffeln        | 16SrXII-A          | AF248959     | [ 10 ] |
| Flavescence doree             | Goldgelbe Vergilbung                       | „Ca. Phytoplasma vitis“          | Weinreben (Vitis)                                          | 16SrV-C            | AF176319     | [ 11 ] |
| Papaya yellow crinkle         | Kräuselkrankheit und Vergilbung der Papaya | „Ca. Phytoplasma aurantifolia“   | Papaya (Carica papaya)                                     | 16SrII-D           | Y10097       | [ 12 ] |
| Allocasuarina yellows         | Allocasuarina-Vergilbung                   | „Ca. Phytoplasma allocasuarinae“ | Allocasuarina-Arten                                        | unbestimmt         | AY135523     | [ 13 ] |
| Potato purple top wilt        | Spitzenwelke der Kartoffel                 | „Ca. Phytoplasma americanum“     | Kartoffel                                                  | 16SrXVIII          | DQ174122     | [ 14 ] |
| Lime witches’ broom           | Hexenbesen bei Limetten                    | „Ca. Phytoplasma aurantifolia“   | Echte Limette (Citrus × aurantifolia)                      | 16SrII-B           | U15442       | [ 15 ] |
| Grapevine yellows             | Vergilbung an Reben                        | „Ca. Phytoplasma australiense“   | Weinreben (Vitis)                                          | 16SrXII            | L76865       | [ 16 ] |
| Balanites witches’ broom      | Hexenbesen bei Datteln                     | „Ca. Phytoplasma balanitae“      | Datteln (Balanites)                                        | 16SrV              | AB689678     | [ 17 ] |
| Hibiscus witches’ broom       | Hexenbesen beim Hibiskus                   | „Ca. Phytoplasma brasiliense“    | Hibiskusarten (Hibiscus)                                   | 16SrXV             | AF147708     | [ 18 ] |
| Papaya bunchy top             | Büschelgipfelkrankheit der Papaya          | „Ca. Phytoplasma caricae“        | Papaya (Carica papaya)                                     | 16SrXVII           | AY725234     | [ 12 ] |
| Chestnut witches’ broom       | Hexenbesen bei Kastanien                   | „Ca. Phytoplasma castaneae“      | Kastanien (Castanea)                                       | 16SrXIX            | AB054986     | [ 19 ] |
| Bindweed yellows              | Vergilbung an Winden                       | „Ca. Phytoplasma convolvuli“     | Windengewächse (Convolvulaceae)                            | 16SrXII            | JN833705     | [ 20 ] |
| Soybean stunt                 | Sojabohnen-Stauche                         | „Ca. Phytoplasma costaricanum“   | Sojabohne (Glycine max)                                    | 16SXXXI            | HQ225630     | [ 21 ] |
| Sugarcane white leaf          | Weißblättrigkeit beim Zuckerrohr           | „Ca. Phytoplasma cynodontis“     | Zuckerrohr (Saccharum spp. und ihre Hybride)               | 16SrXI             | AB052874     | [ 22 ] |
| Sugarcane white leaf          | Weißblättrigkeit beim Zuckerrohr           | „Ca. Phytoplasma cynodontis“     | Zuckerrohr (Saccharum spp. und ihre Hybride)               | 16SrXI-C           | X76432       | [ 22 ] |
| Areca palm yellow leaf        | Gelbblättrigkeit der Goldfruchtpalme       | „Ca. Phytoplasma cynodontis“     | Goldfruchtpalme (Dypsis lutescens)                         | 16SrXI-A           | JN967909     | [ 23 ] |
| Bermuda grass white leaf      | Weißblättrigkeit beim Hundszahngras        | „Ca. Phytoplasma cynodontis“     | Hundszahngras (Cynodon dactylon)                           | 16SrXIV            | AJ550985     | [ 24 ] |
| Sorghum grassy shoot          | Grastriebigkeit der Sorghumhirse           | „Ca. Phytoplasma cynodontis“     | Sorghumhirsen (Sorghum)                                    | unbestimmt         | AF509324     | [ 25 ] |
| Strawberry witches’ broom     | Hexenbesen bei Erdbeeren                   | „Ca. Phytoplasma fragariae“      | Erdbeeren (Fragaria)                                       | 16SrXII-E          | DQ086423     | [ 26 ] |
| Ash yellows                   | Vergilbung der Eschen                      | „Ca. Phytoplasma fraxini“        | Eschen (Fraxinus)                                          | 16SrVII-A          | AF092209     | [ 27 ] |
| Sugarcane Yellow Leaf         | Gelbblättrigkeit des Zuckerrohrs           | „Ca. Phytoplasma graminis“       | Zuckerrohr (Saccharum spp. und ihre Hybride)               | 16SrXVI            | AY725228     | [ 22 ] |
| Hydrangea phyllody            | Phyllodie (Verlaubung) bei Hortensien      | „Ca. Phytoplasma japonicum“      | Hortensien (Hydrangea)                                     | 16SrXII-D          | AB010425     | [ 28 ] |
| Parsley leaf of tomato        | Petersilienlaubigkeit der Tomate           | „Ca. Phytoplasma lycopersici“    | Tomate (Solanum lycopersicum)                              | unbestimmt         | EF199549     | [ 29 ] |
| Periwinkle phyllody           | Phyllodie (Verlaubung) beim Immergrün      | „Ca. Phytoplasma malasianum“     | Immergrün (Vinca)                                          | 16SrXXXII          | EU371934     | [ 30 ] |
| Apple proliferation           | Apfeltriebsucht                            | „Ca. Phytoplasma mali“           | Malus-Arten                                                | 16SrX-A            | AJ542541     | [ 31 ] |
| Cassia italica witches’ broom | Hexenbesen an Senna italica                | „Ca. Phytoplasma omanense“       | Senna italica                                              | 16SrXXIX           | EF666051     | [ 32 ] |
| Rice yellow dwarf             | Vergilbung und Verzwergung beim Reis       | „Ca. Phytoplasma oryzae“         | Reis (Oryza)                                               | 16SrXI-A           | D12581       | [ 33 ] |
| Rice yellow dwarf             | Vergilbung und Verzwergung beim Reis       | „Ca. Phytoplasma oryzae“         | Reis (Oryza)                                               | 16SrXI-A           | AB052873     | [ 33 ] |
| Almond lethal disease         | Mandelsterben                              | „Ca. Phytoplasma phoenicium“     | Mandelbaum (Prunus dulcis)                                 | 16SrIX-D           | AF515636     | [ 34 ] |
| Pine shoot proliferation      | Kieferntriebsucht                          | „Ca. Phytoplasma pini“           | Kiefern (Pinus)                                            | 16SrXXI            | AJ632155     | [ 35 ] |
| Prunus X-disease              | Prunus-X-Krankheit                         | „Ca. Phytoplasma pruni“          | Prunus-Arten                                               | 16SrIII-A          | JQ044393     | [ 36 ] |
| European stone fruit yellows  | Vergilbung der Steinfrüchte                | „Ca. Phytoplasma prunorum“       | Prunus-Arten                                               | 16SrX-F            | AJ542544     | [ 37 ] |
| Pear decline                  | Birnenverfall                              | „Ca. Phytoplasma pyri“           | Birnen (Pyrus)                                             | 16SrX-C            | AJ542543     | [ 38 ] |
| Buckthorn witches’ broom      | Hexenbesen beim Kreuzdorn                  | „Ca. Phytoplasma rhamni“         | Kreuzdorne (Rhamnus)                                       | 16SrXX             | X76431       | [ 39 ] |
| Rubus stunt                   | Rubus-Stauche                              | „Ca. Phytoplasma rubi“           | Rubus-Arten                                                | 16SrV              | AY197648     | [ 40 ] |
| Bois noir                     | Schwarzholzkrankheit                       | „Ca. Phytoplasma solani“         | Reben (Vitis)                                              | 16SrXII            | JQ730746     | [ 41 ] |
| Spartium witches’ broom       | Hexenbesen beim Ginster                    | „Ca. Phytoplasma spartii“        | Ginster (Spartium)                                         | 16SrX-D            | X92869       | [ 13 ] |
| Salt cedar witches’ broom     | Hexenbesen an Tamarisken                   | „Ca. Phytoplasma tamaricis“      | Tamarisken (Tamarix)                                       | 16SrXXX            | FJ432664     | [ 42 ] |
| Clover proliferation          | Triebsucht beim Klee                       | „Ca. Phytoplasma trifolii“       | Klee (Trifolium)                                           | 16SrVI-A           | AY390261     | [ 43 ] |
| Elm yellows                   | Vergilbung bei Ulmen                       | „Ca. Phytoplasma ulmi“           | Ulmen (Ulmus)                                              | 16SrV-A            | AY197655     | [ 44 ] |
| Jujube witches’ broom         | Hexenbesen an Jujuben                      | „Ca. Phytoplasma ziziphi“        | Chinesische Jujube (Ziziphus zizyphus)                     | 16SrV-B            | AB052876     | [ 45 ] |
| Aster yellows                 | Vergilbung der Astern                      | „Ca. Phytoplasma asteris“        | Astern (Aster)                                             | 16SrI              | M30790       | [ 46 ] |
| Mexican periwinkle virescence | Vergrünung am mexikanischen Immergrün      | noch nicht nachgewiesen          | Immergrün (Vinca)                                          | 16SrXIII-A         | AF248960     | [ 47 ] |
| Sorghum bunchy shoot          | Büschelgipfelkrankheit der Sorghumhirsen   | noch nicht nachgewiesen          | Sorghumhirsen (Sorghum)                                    | 16SrXXIV-A         | AF509322     | [ 25 ] |
| Sugarcane yellows             | Zuckerrohrvergilbung                       | noch nicht nachgewiesen          | Zuckerrohr (Saccharum spp. und ihre Hybride)               | 16SrXXVI-A         | AJ539179     | [ 22 ] |
| Sugarcane yellows             | Zuckerrohrvergilbung                       | noch nicht nachgewiesen          | Zuckerrohr (Saccharum spp. und ihre Hybride)               | 16SrXXVII-A        | AJ539180     | [ 22 ] |